# آسویگوو (کارولینای جنوبی)
آسویگوو(به انگلیسی: Oswego) شهری در ایالت کارولینای جنوبی کشور ایالات متحده آمریکا است که جمعیت آن در سرشماری سال ۲۰۱۰ میلادی، ۸۴ نفر بوده‌است.